# Латиф, Исаак
Исаак Латиф (ивр. יצחק אבן לטיף‎), полное имя Исаак бен-Авраам ибн Латиф (ок. 1210 — ок. 1290) — еврейский врач и философ из Испании, автор каббалистического труда «Ворота небес» («Шаар ла-шамаим»; ок. 1244). Делал попытку придать каббалистическим терминам научный характер и основать учение о сфирот на данных естественной философии; его сочинения ценились высоко.
Родился, вероятно, в Толедо (королевство Кастилия); сын Авраама (бен-Авраам). Умер в Иерусалиме, куда отправился бедняком около 1290 г.

## Труды
- Главный труд Латифа «Шаар ла-шамаим» (Ворота небес) сохранился в рукописи, был написан около 1244 г.; состоит из четырёх частей и выдержан в стиле «Путеводитель растерянных» Маймонида. Введение содержит исторический обзор еврейской науки до времён Маймонида (XII век). Часть книги была опубликована Йеллинеком в «Гашахаре».[3]
- «Ginze ha-Melech» (опубликовано Йеллинеком в «Kochebe Izchak», 1847, 28);
- «Zeror ha-Mor», посвящённое Тодросу Абулафии (1225 — ок. 1285), меценату каббалистов (напечатано в «Кerem Chemed», 1833, IX, 154);
- «Игерет ха-тшува» — письма из Иерусалима к Абулафии по разным научным вопросам; оно содержит 39 вопросов и ответов, из которых 26 были опубликованы Сениором Заксом в «Techijah» (1857, II, 50);
- «Цурат ха-олам» (напечатано С. Штерном в «Kebuzat Chachamim», 1860);
- «Rab Pealim», о метафизике и естественной философии (издано Шёнблумом, 1885);
- письмо из Иерусалима (Парма, De Rossi, рукопись № 402).[3]

Также написал комментарии: 
- к Иову;
- к Экклезиасту был издан, вероятно, в Константинополе в XVI веке.[3]

## Взгляды
Вместе с Маймонидом он поддерживал учение о сотворённости мира, а его утверждение, что Богу не присуще желание, потому что Он Сам есть желание, заимствовано у Гебироля.
В своем учении об эманации он рассматривал Кетер (первую непосредственную эманацию) Бога как «первородное создание», которое есть, по его мнению, богоподобная и ни к чему дальнейшему не сводимая субстанция, заключающая в себе всё и являющаяся причиной всего, что есть. От этой первой эманации берут начало все остальные в последовательном порядке, становясь все более грубыми и материальными, по мере того как они удаляются от своего чисто духовного, божественного первоисточника.